# Paganese Calcio
Paganese Calcio 1926 S.r.l, kurz Paganese Calcio, ist ein italienischer Fußballverein aus Pagani. Der Verein wurde 1926 gegründet und trägt seine Heimspiele im Stadio Marcello Torre aus, das Platz bietet für 5.100 Zuschauer. Paganese Calcio 1926 spielte bisher noch nie in der ersten und zweiten italienischen Liga und ist derzeit in der Lega Pro, der dritthöchsten Spielklasse in Italien, zu finden.

## Geschichte
Der Verein Paganese Calcio 1926 S.r.l wurde im Jahre 1926 unter dem Namen US Paganese in der Stadt Pagani, mit heutzutage etwa 35.000 Einwohnern in der Provinz Salerno in Kampanien gelegen, gegründet. Bereits zuvor existierte in der Stadt ein Fußballverein, der 1912 ins Leben gerufene FC Pagani wurde jedoch schon einige Jahre vor Gründung der US Paganese aufgelöst.
Die ersten Jahre verbrachte der neu gegründete Fußballklub in tiefsten Amateurligen des regionalen italienischen Fußballs. Im Laufe der Jahre machte der Verein eine ganze Reihe von Namensänderungen mit, so hieß man von 1929 bis 1931 US Fascista Paganese, von 1931 bis 1945 AS Pagani, danach bis 1982 US Paganese. Es folgten Namen wie AC Paganese oder AS Real Paganese, ehe 2003 der noch heute gültige Name Paganese Calcio 1926 angenommen wurde.
Im Ligabetrieb gelang dem damaligen US Paganese im Sommer 1967 der erstmalige Aufstieg in die Serie D, die vierthöchste Spielklasse des italienischen Fußballs. Dort etablierte sich der kampanische Verein sogleich, belegte schon im Premierenjahr einen starken fünften Rang und hielt diese guten Leistungen auch in den Jahren darauf durch. 1975/76 wurde man schließlich Erster der Girone G mit einem Vorsprung von fünf Punkten vor Avezzano Calcio. Im ersten Drittligajahr wurde Paganese sofort Zweiter, einzig hinter dem AS Bari, man verpasste den direkten Durchmarsch in die Serie B um sechs Zähler. Mit dieser Saison war jedoch auch der Höhepunkt der erfolgreichen Zeit von US Paganese erreicht. In der Folge ging es langsam aber sicher wieder abwärts. 1979 stieg man in die Serie C2 ab, aber sogleich wieder auf. Drei Jahre später folgte ein weiterer Abstieg in die vierte Liga, von dem sich der Verein diesmal nicht gleich erholte. Nur vier Jahre nach dem Abstieg aus der Serie C1 ging es für Paganese noch eine Stufe bergab, der Verein versank nun für Jahre in den Tiefen des kampanischen Regionalfußballs. Einhergehend waren zwei Auflösungen verbunden mit wenig späteren Neugründungen, die in den Jahren 1989 sowie 1998 aufgrund angehäufter finanzieller Probleme nötig geworden waren.
Zu Beginn des neuen Jahrtausends kehrte Paganese in die Serie D zurück, wenig später gelang auch der Wiederaufstieg in die Serie C2. In dieser schaffte man 2006/07 nach gewonnenen Playoff-Spielen gegen den AC Reggiana den direkten Durchmarsch von der fünften in die dritte Liga. Dort hielt man sich vier Jahre, war aber stets tief im Abstiegskampf verstrickt. 2011/12 kehrte man direkt in die Lega Pro Prima Divisione zurück. Als zur Spielzeit 2014/15 die Lega Pro neue dritte Liga wurde und damit Lega Pro Prima Divisione und Lega Pro Seconda Divisione vereinigt wurden, qualifizierte sich Paganese Calcio automatisch für diese Liga.

## Erfolge
- Serie D: 2× (1975/76, 2005/06)
- Prima Divisione: 1× (1948/49)
- Prima Categoria: 1× (1966/67)
- Eccellenza: 2× (1991/92, 1998/99)

## Spieler
- Roberto Sorrentino (1977–1979)
- Luca Fusco (2010–)
- Dino Fava (2011–2013)

## Trainer
- Guido Gratton (1970)
- Giancarlo Vitali (197?)
- Nené (1982–1983)